# 让-克洛德·容克
让-克洛德·容克（發音：[ˈʒɑ̃ːkloːt ˈjuŋkɐ]；1954年12月9日—），第12任欧盟委员会主席，曾于1995－2013年任卢森堡首相。

## 早年生涯
生於卢森堡南部雷当日，1979年自斯特拉斯堡大学取得法学碩士學位。

## 卢森堡政治生涯
1989年任卢森堡财政大臣。1995年1月起接替雅克·桑特，開始擔任盧森堡首相兼財政大臣，並于1999年、2004年和2009年成功連任。
2013年7月11日，容克因為涉嫌透過國家安全機構來蒐集特定人物資料而宣布辭去盧森堡首相一職，並提前舉辦大選。，其後舉行的大選，雖然容克所屬的基督教社會人民黨（基民黨）贏得最高議席，但前執政聯盟成員、左派的社會民主工人黨決定與自由派的民主黨和綠黨組成中左派聯合政府，使基民黨自1979年以來，首次無法主導及進入聯合政府，基民黨成為最大反對黨。容克由1995年開始擔任盧森堡首相，直到2013年卸任，共執政近19年，成為歐盟國家中執政最久的國家領導人。

## 欧盟政治生涯
2005年至2013年任欧元集团主席。

### 欧盟委员会主席
2014年7月15日，在獲得主要歐盟政党歐洲人民黨（中間偏右、自由保守主義）、歐洲社會黨（中間偏左、社會民主主義）、和歐洲自由民主改革黨（中間派、自由主義）支持下，欧洲议会投票通过由欧洲理事会提名的容克为新一任欧盟委员会主席 ，并于同年11月1日就任。在欧洲委员会中，他獲得26國的歐盟國家政府首腦支持，但英國和匈牙利投下反對票。
2019年11月30日，容克卸任欧盟委员会主席，由新当选的前德国国防部长乌尔苏拉·冯德莱恩接任。

## 荣誉

### 外国勋章奖章
- 恩里克王子大十字勋章（葡萄牙語：Ordem do Infante D. Henrique）（葡萄牙，1988年11月12日公布[5]）
- 基督大十字勋章（葡萄牙，2005年5月6日公布[5]）
- 一等三星勋章（拉脱维亚，2006年12月4日批准，2006年12月5日于卢森堡颁授[6]）
- 意大利共和国功绩大十字骑士勋章（義大利語：Ordine al merito della Repubblica Italiana）（意大利，2007年11月19日公布[7]）
- 旭日大绶章（日本，2020年11月3日公布[8]）